# 南太平洋委員会
南太平洋委員会（みなみたいへいよういいんかい、英：South Pacific Commission）は南太平洋に植民地を持つ、もしくはかつて持っていた英国、米国、フランス、オランダ、オーストラリア、ニュージーランドの6ヶ国（後にオランダは脱退）が、1947年に域内の社会・経済・文化的向上を目的として創設した機関。政治問題は取り扱わない暗黙の原則があった。
年1回南太平洋会議を開催する。後に、旧植民地から独立した政府・自治政府（サモア、ナウル、フィジー、パプアニューギニア、ソロモン諸島、ツバル、クック諸島、ニウエ）が参加。本部はニューカレドニアのヌーメア。
1998年に太平洋共同体に発展拡大した。